# اندیس سلتش‌آباد ۱
سلتش آباد ۱ یک اندیس فلزی است که در حوالی شهر جغتای استان خراسان قرار دارد و مادهٔ معدنی موجود در آن، کرومیت است.  